# 蜘蛛人 (麥爾斯·莫拉雷斯)
麥爾斯·莫拉雷斯（英語：Miles Morales）是漫威漫畫的《終極蜘蛛人》中登場的一個角色，是終極宇宙（1610號宇宙）的第二代終極蜘蛛人、蜘蛛人名號的繼承者。後來來到了漫威宇宙（616號宇宙）。

## 人物
在漫威多元宇宙的1610號宇宙中，在該宇宙的「蜘蛛人」彼得·帕克死前的兩個月，一位名叫亞倫·戴維斯的盜賊潛入了奧斯朋企業的一個實驗室並偷走了一些東西，但他並沒有發覺當時有一隻放射性蜘蛛爬進了他的側背包中。其侄子麥爾斯·莫拉雷斯是一名居住於美國紐約市布魯克林區的13歲少年，亦是一名蜘蛛人的粉絲，某天偷偷去拜訪被父母禁止見面的叔叔亞倫，卻在他的家中被背包中的放射性蜘蛛給咬傷而昏迷，而當他醒來後便發現自己擁有跟自己的偶像蜘蛛人一樣的超能力。剛開始時他對此感到害怕與沮喪，只想當一個平凡人，可是不久後他感應到彼得有了危險，當他趕到時，彼得已經死去，他感覺自己對此有責任，在彼得的葬禮上知道了彼得為何要成為蜘蛛人後，他決定繼承彼得的意志，成為新一代的蜘蛛人守護著紐約市。

## 能力
由於麥爾斯和彼得是被不同的蜘蛛給咬傷，這使得麥爾斯雖然有着和彼得相似的能力，但也有著自己獨特的能力。

### 本身的能力
麥爾斯和彼得一樣擁有超人的力量，其上限不明，但至少能舉起重量達5至10噸的重物。麥爾斯擁有超人的耐力，能承受巨大的衝擊力和抵抗大多數的物理攻擊。麥爾斯亦擁有超人的反射神經，其敏捷度約有普通人的20倍，配合“蜘蛛感應”可以讓他躲避絕大多數的攻擊。麥爾斯和彼得同樣能利用靜電吸附在大部份表面上。與彼得相同，麥爾斯亦擁有名為“蜘蛛感應”的危險預知能力，但麥爾斯的蜘蛛感應似乎與彼得有著很深的關聯，因為在彼得被電光人攻擊時他也會有所感覺。但與彼得不同的是，麥爾斯能從身體的表面長出毒刺，亦能匯聚體內的生物電，在接觸到對方時會造成麻痺效果，全力施放時甚至可以造成磁暴，但這樣會耗費大量體力，而且麥爾斯擁有偽裝能力，不但是身體，連穿着的衣服都能和周遭的環境融為一體，好讓他能更好地潛入或逃走。

### 裝備
當尼克·福瑞發現了新的蜘蛛人出現後便立刻與麥爾斯接觸，並給了他一套合身的原版蜘蛛人戰衣，然後麥爾斯將它噴漆畫成黑色的全新蜘蛛人戰衣。麥爾斯所使用的蛛絲發射器為該宇宙的彼得的遺物，由彼得的嬸嬸梅·帕克在聽說了新的蜘蛛人出現後親手託付給麥爾斯，同時給了調配出蜘蛛絲的化學配方。

## 其他媒體

### 電視
- 《終極蜘蛛人》（2012年-2017年）：由唐納·葛洛佛配音[4]。
- 《蜘蛛人》（2017年-2020年）：由納吉·傑特配音。

### 電影
- 漫威電影宇宙：
  - 《蜘蛛人：返校日》（2017年）：其叔叔亞倫·戴維斯由唐納·葛洛佛飾演。在片中以與蜘蛛人對話的方法提及到麥爾斯的存在。

- 蜘蛛宇宙系列：由沙梅克·摩爾配音。
  - 《蜘蛛人：新宇宙》（2018年）[5]
  - 《蜘蛛俠：飛躍蜘蛛宇宙》（2023年）
  - 《內心的蜘蛛：蜘蛛宇宙的故事》（2023年）
  - 《蜘蛛人：超越新宇宙》（2027年）

### 遊戲
- 《MARVEL未來之戰》：手機遊戲，麥爾斯是玩家可使用角色之一。
- 《Marvel Puzzle Quest》：麥爾斯是玩家可使用角色之一[6]。
- 《蜘蛛人》[7]：PS4游戏，在遊戲中特定劇情裡可操作，由納吉·傑特配音[8]。
- 《蜘蛛人：麥爾斯·莫拉雷斯》：PS4、PS5遊戲，2020年11月12日發售[9][10]，2018年遊戲《蜘蛛人》的續作，邁爾斯將升格為本作主角。
- 《蜘蛛人2》：本作的雙主角之一。